# Yalour-Sund
Der Yalour-Sund (in Argentinien Estrecho Yalour, in Chile Estrecho Barrera) ist ein 1,5 km breiter, 6 km langer und üblicherweise zugefrorener Sund vor der nördlichen Spitze der Antarktischen Halbinsel. Er verbindet den Fridtjof-Sund mit dem Antarctic-Sund und trennt die Jonassen-Insel von der Andersson-Insel.
Benannt ist die Meerenge nach Jorge Yalour (1874–1928), Offizier auf der argentinischen Korvette Uruguay zur Rettung der Teilnehmer der Schwedischen Antarktisexpedition (1901–1903) im November 1903. Namensgeber der chilenischen Benennung ist der Geologe und Glaziologe Humberto Barrera Valdebenito von der Universidad de Chile, Teilnehmer an der 1. (1946–1947) und 11. Chilenischen Antarktisexpedition (1956–1957).